# Njemačka Jugozapadna Afrika
Njemačka Jugozapadna Afrika bila je kolonija Njemačkog Carstva između 1884. godine i 1920. godine. Ova kolonija se nalazila na teritoriju današnje Namibije.
Povijest Njemačke Jugozapadne Afrike počinje 1883. godine. Te godine njemački trgovac Adolf Lideric kupuje zemljište od vođe lokalnog plemena na teritoriju poznatom pod imenom Angra Pekuenja. Zbog straha od preuzimanja njegovog zemljišta od strane Velike Britanije, Lideric 24. travnja 1884. godine stavlja svoje zemljište pod kontrolu Njemačkog Carstva. Dana, 17. kolovoza iste godine teritorija postaje i službeno dijelom Njemačkog Carstva. Godine 1890., koloniji je dodan teritorij Caprivi na sjeveroistoku. Sa svojih 835 000 četvornih kilometara, Njemačka Jugozapadna Afrika bila je gotovo jedan i pol puta veća od samog Njemačkog carstva.
Njemačka Jugozapadna Afrika je jedina njemačka kolonija u kojoj su se Nijemci naselili u većem broju. Godine 1914. na teritoriju kolonije živjelo je približno 12,000 Nijemaca, oko 2,000 ostalih Europljana (Englezi i Nizozemci) i približno 150,000 domorodaca. Oni su se sastojali od tri etničke skupine, koje su Nijemci zvali Hotentoti. Oko 80,000 domorodaca je pripadalo etničkoj skupini Herero, 60,000 skupini Ovambo i 10.000 skupini Nama. 
Više od tri četvrtine Herero stanovništva pobile su njemačke snage 11. kolovoza 1904. godine, a 15,000 odvedeno je u pustinju i ostavljeno da gladuje. Južna Afrika preuzela je vlast nad tim područjem 1915. godine. Njemačka je uputila oprost prilikom 100. godišnjice masakra.